# Allan Borgefors
 (janvier 2022).
Si vous disposez d'ouvrages ou d'articles de référence ou si vous connaissez des sites web de qualité traitant du thème abordé ici, merci de compléter l'article en donnant les références utiles à sa vérifiabilité et en les liant à la section « Notes et références ».
Allan Borgefors est un ancien pilote de rallyes suédois.

## Palmarès
- 1955: vainqueur du Rallye du Soleil de Minuit, sur Porsche 356 1500S (copilote Åke Gustavsson);
- 1955: vainqueur du Rallye de Suède, sur Porsche 356 1500S (copilote Åke Gustavsson).